# Клан Пеннікук
Клан Пеннікук (шотл. - Clan Pennycook) - один з кланів рівнинної частини Шотландії - Лоулендсу. Клан не має визнаного герольдами Шотландії вождя, тому називається в Шотландії «кланом зброєносців».
Гасло клану: Вільний для спалаху
Землі клану: Мідлотіан

## Історія клану Пеннікук
Є різні варіанти написання назви клану Пеннікук: Penicuik, Pennecuik, Pennycuik, Pennycuick. Назва клану територіального походження - так називалася земля, а поті і баронство в Мідлотіані. 
Вперше клан Пеннікук згадується в історичних документах в часи короля Шотландії Олександра II. Згадується Вільям де Пеннікук, що був одним із землевласників земель Лехенгоп. Потім згадується вже як лицар сер Девід де Пеннікук. 
У 1250 році король Шотландії дарував грамоти на володіння землею в Інверпефір. І в цих грамотах значиться свідком сер Девід де Пеннікук. 
У 1296 році король Англії Едвард І Довгоногий завоював Шотландію і змусив вождів шотландський кланів присягнути йому на вірність і підписати відповідний документ - «Рагман Роллс». У цьому документі є імена Х'ю де Пеннікука (шотл. - Huwe de Penicoke) та Маргарет де Пеннікук з околиць Едінбурга. 
Вільям Крейхтаун отримав землі Барністаун та Велхетаун у 1373 році, від свого двоюрідного брата Девіда де Пеннікука, що в документах фігуру як «домінус» (лат. - Dominus ejusdem).
У 1418 році в документах згадується Джон де Пеннікук - землевласник. А в 1463 році згадується Олександр де Пеннікук - майстер мистецтв, вікарій церкви Кілконкухар, що в Файфі. 
Джордж де Пеннікук часто згадується в документах 1467 - 1473 років. Він згадується як чиновник на посаді бейлі та як громадянин міста Единбургу. 
Землі та баронство Пеннікук були продані вождями клану Пеннікук в 1604 році, проте, невідомо, як довго вони були в їх розпорядженні, так як стародавні грамоти щодо земельної власності на землі Пеннікук, на жаль, зникли безвісти.